# Campionati europei di corsa campestre 2011
Il XVIII Campionato europeo di corsa campestre si è disputato a Velenje, in Slovenia, l'11 dicembre 2011. Il titolo maschile è stato vinto da Atelaw Yeshetela mentre quello femminile da Fionnuala Britton.

## Risultati
I risultati del campionato sono stati:

### Individuale (uomini senior)
| Pos. | Atleta               | Nazione       | Tempo (m's") |
| ---- | -------------------- | ------------- | ------------ |
|      | Atelaw Yeshetela     | Belgio        | 29'15"       |
|      | Ayad Lamdassem       | Spagna        | 29'20"       |
|      | José Rocha           | Portogallo    | 29'21"       |
| 4    | Hassan Chahdi        | Francia       | 29'22"       |
| 5    | Joseph Sweeney       | Irlanda       | 29'23"       |
| 6    | Javier Guerra        | Spagna        | 29'24"       |
| 7    | Morhad Amdouni       | Francia       | 29'26"       |
| 8    | Khalid Choukoud      | Paesi Bassi   | 29'27"       |
| 9    | Andy Vernon          | Gran Bretagna | 29'39"       |
| 10   | Morten Toft Munkholm | Danimarca     | 29'42"       |
| 11   | Mohktar Benhari      | Francia       | 29'43"       |
| 12   | Benjamin Malaty      | Francia       | 29'44"       |

### Squadre (uomini senior)
| Pos. | Atleta                                                   | Punti |
| ---- | -------------------------------------------------------- | ----- |
|      | Francia Chahdi Amdouni Mokhtari Malaty                   | 34    |
|      | Gran Bretagna Vernon Ryan McLeod James Walsh Mark Draper | 59    |
|      | Spagna Lamdassem Guerra Ricardo Serrano Yousseff Aakaou  | 67    |
| 4    | Portogallo                                               | 76    |
| 5    | Italia                                                   | 84    |
| 6    | Irlanda                                                  | 116   |
| 7    | Danimarca                                                | 135   |
| 8    | Germania                                                 | 160   |

### Individuale (donne senior)
| Pos. | Atleta             | Nazione       | Tempo (m's") |
| ---- | ------------------ | ------------- | ------------ |
|      | Fionnuala Britton  | Irlanda       | 25'55"       |
|      | Ana Dulce Félix    | Portogallo    | 26'02"       |
|      | Gemma Steel        | Gran Bretagna | 26'04"       |
| 4    | Nadia Ejjafini     | Italia        | 26'13"       |
| 5    | Adriënne Herzog    | Paesi Bassi   | 26'34"       |
| 6    | Sophie Duarte      | Francia       | 26'36"       |
| 7    | Roxana Bârcă       | Romania       | 26'39"       |
| 8    | Leonor Carneiro    | Portogallo    | 26'39"       |
| 9    | Simret Restle      | Germania      | 26'40"       |
| 10   | Valeria Straneo    | Italia        | 26'42"       |
| 11   | Christine Bardelle | Francia       | 26'50"       |
| 12   | Freya Murray       | Gran Bretagna | 26'51"       |

### Squadre (donne senior)
| Pos. | Atleta                                                         | Punti |
| ---- | -------------------------------------------------------------- | ----- |
|      | Gran Bretagna Steel Murray Julia Bleasdale Elle Baker          | 42    |
|      | Portogallo Félix Carneiro Anália Rosa Ana Dias                 | 51    |
|      | Germania Restle Sabrina Mockenhaupt Verena Dreier Susanne Hahn | 83    |
| 4    | Francia                                                        | 83    |
| 5    | Romania                                                        | 88    |
| 6    | Italia                                                         | 101   |
| 7    | Spagna                                                         | 116   |
| 8    | Irlanda                                                        | 133   |

### Individuale (uomini under 23)
| Pos. | Atleta                | Nazione       | Tempo (m's") |
| ---- | --------------------- | ------------- | ------------ |
|      | Florian Carvalho      | Francia       | 23'44"       |
|      | James Wilkinson       | Gran Bretagna | 23'47"       |
|      | Sondre Nordstad Moen  | Norvegia      | 23'48"       |
| 4    | Richard Ringer        | Germania      | 23'48"       |
| 5    | Siarhei Platonau      | Bielorussia   | 23'51"       |
| 6    | Abdi Nageeye          | Paesi Bassi   | 23'54"       |
| 7    | Simon Denissel        | Francia       | 23'56"       |
| 8    | Mitch Goose           | Gran Bretagna | 23'57"       |
| 9    | Sindre Buraas         | Norvegia      | 24'02"       |
| 10   | Cihat Ulus            | Turchia       | 24'03"       |
| 11   | Patrick Nasti         | Italia        | 24'04"       |
| 12   | Jesper Van Der Wielen | Paesi Bassi   | 24'04"       |

### Squadre (uomini under 23)
| Pos. | Atleta                                                          | Punti |
| ---- | --------------------------------------------------------------- | ----- |
|      | Norvegia Moen Buraas Henrik Ingebrigtsen Hans Kristian Fløystad | 58    |
|      | Gran Bretagna Wilkinson Goose Derek Hawkins Phillip Berntsen    | 76    |
|      | Francia Carvalho Denissel Mattheiu Garel Bryan Cantero          | 94    |
| 4    | Spagna                                                          | 97    |
| 5    | Russia                                                          | 107   |
| 6    | Belgio                                                          | 128   |
| 7    | Germania                                                        | 131   |
| 8    | Ucraina                                                         | 141   |

### Individuale (donne under 23)
| Pos. | Atleta                | Nazione       | Tempo (m's") |
| ---- | --------------------- | ------------- | ------------ |
|      | Emma Pallant          | Gran Bretagna | 19'57"       |
|      | Naomi Taschimowitz    | Gran Bretagna | 20'02"       |
|      | Corrina Harrer        | Germania      | 20'03"       |
| 4    | Stephanie Twell       | Gran Bretagna | 20'03"       |
| 5    | Anna Hahner           | Germania      | 20'05"       |
| 6    | Viktoriya Pohoryelska | Ucraina       | 20'08"       |
| 7    | Hannah Walker         | Gran Bretagna | 20'12"       |
| 8    | Clémence Calvin       | Francia       | 20'16"       |
| 9    | Carla Salomé Rocha    | Portogallo    | 20'20"       |
| 10   | Jennifer Wenth        | Austria       | 20'26"       |
| 11   | Laura Suur            | Estonia       | 20'28"       |
| 12   | Lisa Hahner           | Germania      | 20'31"       |

### Squadre (donne under 23)
| Pos. | Atleta                                                              | Punti |
| ---- | ------------------------------------------------------------------- | ----- |
|      | Gran Bretagna Pallant Taschimowitz Twell Walker                     | 14    |
|      | Germania Harrer A. Hanher L. Hahner Jana Soethout                   | 41    |
|      | Portogallo Rocha Catarina Ribeiro Daniela Cunha Sónia Catarina Lima | 77    |
| 4    | Francia                                                             | 99    |
| 5    | Turchia                                                             | 101   |
| 6    | Spagna                                                              | 102   |

### Individuale (uomini junior)
| Pos. | Atleta                | Nazione       | Tempo (m's") |
| ---- | --------------------- | ------------- | ------------ |
|      | Ilgizar Safiullin     | Russia        | 17'49"       |
|      | Richard Goodman       | Gran Bretagna | 17'51"       |
|      | Vladimir Nikitin      | Russia        | 17'51"       |
| 4    | Roman Collenot-Spiret | Francia       | 17'53"       |
| 5    | Pieter-Jan Hannes     | Belgio        | 17'58"       |
| 6    | Rui Pinto             | Portogallo    | 18'01"       |
| 7    | Andrey Rusakov        | Russia        | 18'07"       |
| 8    | Jonathan Hay          | Gran Bretagna | 18'09"       |
| 9    | Kieren Clements       | Gran Bretagna | 18'10"       |
| 10   | Yehor Zhukov          | Ucraina       | 18'10"       |
| 11   | Niall Fleming         | Gran Bretagna | 18'18"       |
| 12   | Daniel Arce           | Spagna        | 18'20"       |

### Squadre (uomini junior)
| Pos. | Atleta                                                               | Punti |
| ---- | -------------------------------------------------------------------- | ----- |
|      | Gran Bretagna Goodman Jonathan Hay Clements Fleming                  | 30    |
|      | Russia Safiulin Nikitin Rusakov Mikhail Strelkov                     | 60    |
|      | Francia Collenot-Spiret Djilali Bedrani Julien Detre Francois Barrer | 103   |
| 4    | Ucraina                                                              | 109   |
| 5    | Belgio                                                               | 118   |
| 6    | Danimarca                                                            | 120   |
| 7    | Germania                                                             | 127   |
| 8    | Spagna                                                               | 134   |

### Individuale (donne junior)
| Pos. | Atleta                | Nazione       | Tempo (m's") |
| ---- | --------------------- | ------------- | ------------ |
|      | Emelia Gorecka        | Gran Bretagna | 13'13"       |
|      | Ioana Doaga           | Romania       | 13'14"       |
|      | Amela Terzić          | Serbia        | 13'22"       |
| 4    | Gulshat Fazlitdinova  | Russia        | 13'24"       |
| 5    | Zenobie Vangansbeke   | Belgio        | 13'32"       |
| 6    | Annabel Gummow        | Gran Bretagna | 13'34"       |
| 7    | Svetlana Ryazantseva  | Russia        | 13'37"       |
| 8    | Esma Aydemir          | Turchia       | 13'41"       |
| 9    | Gesa-Felicitas Krause | Germania      | 13'42"       |
| 10   | Maya Rehberg          | Germania      | 13'47"       |
| 11   | Elena Burkard         | Germania      | 13'50"       |
| 12   | Mariya Hodakyvska     | Ucraina       | 13'51"       |

### Squadre (donne junior)
| Pos. | Atleta                                                            | Punti |
| ---- | ----------------------------------------------------------------- | ----- |
|      | Gran Bretagna Gorecka Gummow Gemma Kersey Katie Holt              | 40    |
|      | Russia Fazlitdinova Ryazantseva Alexandra Gulyaeva Vera Vasilyeva | 43    |
|      | Germania Krause Rehberg Burkard Jannika John                      | 50    |
| 4    | Romania                                                           | 75    |
| 5    | Paesi Bassi                                                       | 117   |
| 6    | Belgio                                                            | 122   |
| 7    | Spagna                                                            | 126   |
| 8    | Turchia                                                           | 132   |

## Medagliere
| Posizione | Paese         | Oro | Argento | Bronzo | Totale |
| --------- | ------------- | --- | ------- | ------ | ------ |
| 1         | Gran Bretagna | 6   | 5       | 1      | 12     |
| 2         | Francia       | 2   | 0       | 2      | 4      |
| 3         | Russia        | 1   | 2       | 1      | 4      |
| 4         | Norvegia      | 1   | 0       | 1      | 2      |
| 5         | Belgio        | 1   | 0       | 0      | 1      |
| 5         | Irlanda       | 1   | 0       | 0      | 1      |
| 7         | Portogallo    | 0   | 2       | 2      | 4      |
| 8         | Germania      | 0   | 1       | 3      | 4      |
| 9         | Spagna        | 0   | 1       | 1      | 2      |
| 10        | Romania       | 0   | 1       | 0      | 1      |
| 11        | Serbia        | 0   | 0       | 1      | 1      |
| Totale    | Totale        | 12  | 12      | 12     | 36     |